# Czerwienica rzekoma
Czerwienica rzekoma (łac. polycythaemia hypertonica), inaczej nadkrwistość rzekoma lub zespół Geisböcka – stan, w którym występuje zachwianie proporcji między krwinkami czerwonymi i osoczem, a produkcja erytrocytów nie ulega zwiększeniu. Przyczynami czerwienicy wtórnej są zaburzenia regulacji objętości osocza, odwodnienie, utrata białka (w oparzeniach i chorobach jelit), nadużywanie alkoholu, otyłość. Choroba ta występuje zazwyczaj u mężczyzn z nadciśnieniem tętniczym i hiperlipidemią. Jedynym objawem choroby jest „czerwieniczy” wygląd twarzy, nie występują objawy czerwienicy prawdziwej ani wtórnej, wartości Hb, Ht i liczba erytrocytów wydają się duże wobec zmniejszenia objętości osocza. Objawy ustępują po nawodnieniu chorego.